# Nørre Tyrstrup Herred
Nørre Tyrstrup Herred var et herred i Vejle Amt. Det opstod ved delingen af Tyrstrup Herred efter krigen i 1864. Dets 7 sydlige sogne kom til at udgøre Sønder Tyrstrup Herred, der forblev under Haderslev Amt, mens de 8 nordlige sogne kom til at udgøre Nørre Tyrstrup Herred, der blev indlemmet i kongeriget Danmark og altså undgik at komme under preussisk styre frem til genforeningen i 1920. Nørre Tyrstrup Herred indgår derfor ikke i Sønderjylland efter den nutidige definition.
Nørre Tyrstrup Herred kom under Vejle Amt og blev amtets sydligste herred. Det grænser mod øst til Lillebælt, mod nord til Kolding Fjord og Brusk Herred, mod vest til Ribe Amt (Andst Herred) og mod syd til Haderslev Amt (Sønder Tyrstrup Herred), hvor grænsen blandt andet dannes af Hejls Nor, Kjær Mølleå og Fovså. I herredet ligger Skamlingsbanken, der er 113 m o.h.
I herredet ligger følgende sogne:
- Dalby Sogn
- Hejls Sogn
- Sønder Bjert Sogn
- Sønder Stenderup Sogn
- Taps Sogn
- Vejstrup Sogn
- Vonsild Sogn
- Ødis Sogn

Nørre Tyrstrup Herred blev nedlagt som administrativ område i 1876 hvor området kom under det nyoprettede Kolding Herred. Navnet Nørre Tyrstrup Herred blev dog fortsat brugt efter 1876 i den kirkelige inddeling af Danmark hvor herredet sammen med Brusk Herred, Elbo Herred, Holmans Herred og Jerlev Herred (senere var kun Nørre Tyrstrup Herred og Brusk Herred) udgjorde et provsti.

## De Otte sogne
De otte sogne i Nørre Tyrstrup Herred er samlet benævnt De Otte Sogne. Ved overgangen fra Slesvig til Danmark fik flere af sognene ændret deres grænser:
- Skovrup by blev flyttet fra Taps Sogn til Tyrstrup Sogn i Slesvig
- Brænore by blev flyttet fra Frørup Sogn i Slesvig til Taps Sogn

Der er var også andre grænseændringer.
Ved kommunalreformen i 1970 indgik Hejls Sogn, Taps Sogn og Vejstrup Sogn i den nye Christiansfeld Kommune i Sønderjyllands Amt og kom derved igen til at tilhøre Sønderjylland. Ødis Sogn kom til Vamdrup Kommune i Vejle Amt, og de øvrige fire sogne kom til Kolding Kommune i Vejle Amt.